# Fusianasan
fusianasan（フシアナサン）は、2ちゃんねる掲示板（2017年「5ちゃんねる」に改名）などの電子掲示板において、リモートホストを表示させるための機能、およびそれを機能させてきた文字列。トリップが導入されるまで、本人を証明するためのものとして使われていたが、その後はもっぱら初心者を陥れるための罠として利用され、これを特にfusianasanトラップという。5ちゃんねるでは、2017年第3四半期ごろ廃止されたが、2ch.scでは存続している。

## 概要
名前欄に「fusianasan」を含む文字列を入力すると、その部分がリモートホストに置き換えたものが表示される。fusianasanを使って名前欄に表示されるリモートホストは、通常と違って細文字で表示される。なりすまし目的で他人のリモートホストをそのまま名前欄に入れて荒らす者もいるが、その場合のリモートホストは通常と同じ太文字で表示される為、すぐに投稿者と無関係のリモートホストだと分かる。
仮にリモートホストが表示されたとしても、個人情報まで判明することはない。しかしどこからアクセスしたかという情報は分かることがあるため、しばしば大学や企業や役所からのアクセスが公に出てしまうことがある（co.jpやac.jp・go.jpなどが表示される例もある）。主に性的な話題に関するスレッドや個人情報が表沙汰になると不適切な内容のスレッドにfusianasanへの誘導が多く発生する傾向にある。
2003年5月29日に、「山崎渉」という文字列でも同じようにリモートホストが表示される機能が導入された。これは同年1月頃から「山崎渉」というハンドルによる、スクリプト荒らしが多発していたために導入された。
また、最近(2010年後半～2011年頃にかけて導入?)ではユーザーエージェントが空白の場合にも強制的にfusianasanに変換される。
2002年頃までは「mokorikomo」という文字列でも同様の機能があったが、現在は廃止されている。
一部の板では、アクセス規制中の場合、名前欄にfusianasanと入力することによって書き込みができるようになる。このとき、リモートホストに前置して[´・ω・｀]の文字列が表示された場合は、書き込みを行った回線がアクセス規制中であることが分かる。
なお、少女漫画板、生き物苦手板などfusianasanを実行すると名前が長すぎて入らない板もある。
また、ハロプロ板など、一部の板では名前欄に何も入力しない時の名無しがfusianasanに設定されている。そのまま書き込むと、当然リモートホストが表示されることになる。

## 起源
導入された理由は、2ちゃんねる初期のある常連のキャップのパスワード（=文字列がfusianasan）が漏洩した際、大量の成りすまし書き込みが発生したことによる。これを悪用されないために急遽、名前欄に「fusianasan」を書き込むとリモートホストが表示されるようにシステムが変えられたことがきっかけであるようだと言われている。キャップ漏洩騒動後もこの機能は残り、自然と現在のような使われ方がされるようになった。同時に流出したキャップのパスワードには「mokorikomo」というものもあったが、これはあまり使われず、機能もいつの間にか消去された。

## fusianasanトラップの例
電子掲示板初心者を相手とする「fusianasanトラップ」は、以下のような方法で、名前欄に「fusianasan」と入力させるものである。
- 利用料金をチェックするためであると称し、「fusianasan」と入力させる。（利用料金がかかる場合があるのは確かであるが、現在、使用料金を出す方法は公にはされていない。）
- 「裏2ちゃんねる」という、2ちゃんねるでは書けないような裏情報が書き込まれている掲示板へ、名前欄に「http://fusianasan.2ch.net」と入力すると行ける、というもの。書き込み欄に「guest guest」と入力することが必要との説明もあるが、これは、あたかも裏2ちゃんねるにゲストモードで入れるIDやパスワードがguestであるかのように謳い誘導を促すものである。
- 一旦「fushianasan」と故意に誤って入力し(名前欄はfushianasanと表示される)、そのために入れなかった、fusianasanだと入れたと誘導する。
- SG（セキュリティガード）をしていないために個人情報が漏れていると説明し、名前欄に「fusianasan（フュージャネイザンと称し）」と入力することで、これを回避することができると誘導する。
- 書き込みを削除することができると誘導し、「fusianasan」を入力させる。
- おみくじ機能などのお遊び機能が導入され、「fusianasan」と入力すれば結果が出るとするもの（おみくじ機能自体は実在のもので、一部のサーバで毎月1日に「!omikuji」と入力すると結果が出る）。
- 名前欄に「天地川海岸山崎渉航谷気岩」と入力すると、潜在能力が表示される（「山崎渉」の文字列によるもの）。
- 個人情報を閲覧できると説明し、「nanafusianasanix」と入力させる。
- 近年では「&rf&rusi&ran&ras&ran」も登場した（「&r」は無視されるため、結果的にfusianasanの文字列を入力したのと同等になる）。）[1]

当然、いずれにもそれらの機能があるわけではなく、ただ単にリモートホストが表示されて終わる。これらの他にも、JavaScriptを用いたかなり手の込んだものまで存在する。

## 毎日新聞による批判
2004年の佐世保小6女児同級生殺害事件の際に、「加害者のウェブサイトが閲覧できる」などと誘導するトラップにかかり、6月3日 毎日新聞社のIPの1つである"gate-i.ped.mainichi.co.jp"が2ちゃんねる上に表示された。毎日新聞は翌日の6月4日付の紙面で『2ちゃんねるでいたずらが横行している』という記事を掲載した。
また、gate-i.ped.mainichi.co.jpが表示された書き込みの本文には、騙された人間の名前の頭文字と苗字のローマ字列と考えられる文字列が記されていたが、それは記事を担当していた記者の一人のものと一致していた。